# Ryan Kwanten
Ryan Kwanten, född 28 november 1976, är en australisk skådespelare.

## Television
| År        | Titel                                | Roll                      |
| 1992      | A Country Practice                   | Ben Lloyd                 |
| 1993      | G.P.                                 | Scott Browning            |
| 1994      | Hey Dad..!                           | Richard                   |
| 1995      | Echo Point                           | Athan Potter              |
| 1996      | Water Rats                           | Nipper                    |
| 1997      | Spellbinder: Land of the Dragon Lord | Josh Morgan               |
| 1997-2004 | Home and Away                        | Vinnie Patterson          |
| 2001      | The Big Breakfast                    | sig själv                 |
| 2002      | The Junction Boys                    | Claude Gearheart          |
| 2002      | The Weakest Link                     | sig själv                 |
| 2003      | The Handler                          | Varnes                    |
| 2004      | Tru Calling                          | Jake Voight               |
| 2004-2005 | Summerland                           | Jay Robertson             |
| 2007      | Dead Silence                         | Jamie Ashen               |
| 2008      | Law & Order: Special Victims Unit    | Master Sgt. Pruett (gäst) |
| 2008      | Oh! So Cosmo                         | sig själv                 |
| 2008-2014 | True Blood                           | Jason Stackhouse          |
| 2011      | New Girl                             | Oliver                    |

## Film
| År   | Titel                      | Roll              |
| 2004 | America Brown              | Ricky             |
| 2006 | Flicka                     | Howard McLaughlin |
| 2007 | Dead Silence               | Jamie Ashen       |
| 2009 | Don't Fade Away            | Jackson White     |
| 2010 | Griff the Invisible        | Griff             |
| 2010 | Legenden om ugglornas rike | Kludd Alba        |
| 2010 | Red Hill                   | Shane Cooper      |
| 2013 | Knights of Badassdom       | Joe               |